# Allopseudaxine
Allopseudaxine är ett släkte av plattmaskar. Allopseudaxine ingår i familjen Axinidae.
Kladogram enligt Catalogue of Life:
| Allopseudaxine | \| \| Allopseudaxine katsuwonis \| \| \| \| \| \| Allopseudaxine macrova \| \| \| \| \| \| Allopseudaxine vagans \| \| \| \| |
|                | \| \| Allopseudaxine katsuwonis \| \| \| \| \| \| Allopseudaxine macrova \| \| \| \| \| \| Allopseudaxine vagans \| \| \| \| |
|                | Axine |
|                | |
|                | Axinoides |
|                | |
|                | Chlamydaxine |
|                | |
|                | Heteraxine |
|                | |
|                | Nudaciraxine |
|                | |
|                | Sibitrema |
|                | |
|                | Allopseudaxine katsuwonis |
|                | |
|                | Allopseudaxine macrova |
|                | |
|                | Allopseudaxine vagans |
|                | |

|  | Allopseudaxine katsuwonis |
|  |                           |
|  | Allopseudaxine macrova    |
|  |                           |
|  | Allopseudaxine vagans     |
|  |                           |